# Solidaridad (gemeente)
Solidaridad is een gemeente in de Mexicaanse deelstaat Quintana Roo. De hoofdplaats van Solidaridad is Playa del Carmen. In de gemeente ligt verder het dorp Puerto Aventuras. Solidaridad heeft een oppervlakte van 2205 km².
Solidaridad heeft volgens de gegevens van juni 2008, 157.544 inwoners. In 2008 is Tulum van Solidaridad afgesplitst. 16.022 inwoners spreken een inheemse taal, waarvan Maya met 15.233 het meeste sprekers heeft.
Bacalar · Benito Juárez · Cozumel · Felipe Carrillo Puerto · Isla Mujeres · José María Morelos · Lázaro Cárdenas · Othón P. Blanco · Puerto Morelos · Solidaridad · Tulum